# Центральноамериканский футбольный союз
Центральноамериканский футбольный союз (ЦАФС) (исп. Union Centroamericana de Fútbol, UNCAF) — подразделение КОНКАКАФ, контролирующее развитие футбола в странах Центральной Америки. Основан в 1990 году.

## Страны-участницы
| Страна     | Федерация                                           | Год основания | Команда                       |
| ---------- | --------------------------------------------------- | ------------- | ----------------------------- |
| Белиз      | Федерация футбола Белиза                            | 1980          | Сборная Белиза по футболу     |
| Гватемала  | Национальная федерация футбола Гватемалы            | 1919          | Сборная Гватемалы по футболу  |
| Гондурас   | Национальная автономная федерация футбола Гондураса | 1951          | Сборная Гондураса по футболу  |
| Коста-Рика | коста-риканская федерация футбола                   | 1921          | Сборная Коста-Рики по футболу |
| Никарагуа  | Никарагуанская федерация футбола                    | 1931          | Сборная Никарагуа по футболу  |
| Панама     | Панамская федерация футбола                         | 1937          | Сборная Панамы по футболу     |
| Сальвадор  | Сальвадорская федерация футбола                     | 1935          | Сборная Сальвадора по футболу |

## Деятельность
ЦАФС организует и проводит чемпионаты Центральной Америки по футболу, которые одновременно являются отборочными турнирами Золотого кубка КОНКАКАФ (четыре лучшие команды квалифицируются напрямую, а пятая (с 2014 года) пробивается через стыковые матчи с командой, занявшей пятое место в розыгрыше Карибского кубка.
В 1971-2007 гг. клубы Центральной Америки разыгрывали Клубный кубок UNCAF, выполнявший роль отборочного турнира к Кубку чемпионов КОНКАКАФ. Начиная с сезона 2008/2009 каждая центральноамериканская федерация получила клубную квоту для участия в Лиге чемпионов КОНКАКАФ.

## Представители на чемпионате мира
Страны региона принимали участие в чемпионатах мира по футболу начиная с 1958 года и 9 раз становились участниками финальных турниров.
- 1970 -  Сальвадор (не вышел из группы)
- 1982 -  Сальвадор,  Гондурас (не вышли из группы)
- 1990 -  Коста-Рика (проиграла в 1/8 финала)
- 2002 -  Коста-Рика (не вышла из группы)
- 2006 -  Коста-Рика (не вышла из группы)
- 2010 -  Гондурас (не вышел из группы)
- 2014 -  Коста-Рика (проиграла в 1/4 финала в серии пенальти),  Гондурас (не вышел из группы)
- 2018 -  Коста-Рика (не вышла из группы),  Панама (не вышла из группы)

## Представители наЗолотом кубке КОНКАКАФ
Страны региона принимают участие в чемпионатах КОНКАКАФ (Чемпионат наций КОНКАКАФ и Золотой кубок КОНКАКАФ) с 1963 года, причём 5 раз становились местом их проведения: Сальвадор (1963), Гватемала (1965), Гондурас (1967, 1971) и Коста-Рика (1969).

## Участие в финальных турнирах
| Год  | Участники от ЦАФС                          | Результат                        |
| ---- | ------------------------------------------ | -------------------------------- |
| 1963 | Коста-Рика                                 | Победитель                       |
| 1963 | Сальвадор                                  | 2-е место                        |
| 1963 | Гондурас                                   | 4-е место                        |
| 1963 | Панама, Гватемала, Никарагуа               | Не вышли из группы               |
| 1965 | Гватемала                                  | 2-е место                        |
| 1965 | Коста-Рика                                 | 3-е место                        |
| 1965 | Сальвадор                                  | 4-е место                        |
| 1967 | Гватемала                                  | Победитель                       |
| 1967 | Гондурас                                   | 3-е место                        |
| 1967 | Никарагуа                                  | 6-е место в однокруговом турнире |
| 1969 | Коста-Рика                                 | Победитель                       |
| 1969 | Гватемала                                  | 2-е место                        |
| 1971 | Коста-Рика                                 | 3-е место                        |
| 1971 | Гондурас                                   | 6-е место в однокруговом турнире |
| 1973 | Гондурас                                   | 4-е место                        |
| 1973 | Гватемала                                  | 5-е место в однокруговом турнире |
| 1977 | Сальвадор                                  | 3-е место                        |
| 1977 | Гватемала                                  | 5-е место в однокруговом турнире |
| 1981 | Гондурас                                   | Победитель                       |
| 1981 | Сальвадор                                  | 2-е место                        |
| 1985 | Гондурас                                   | 2-е место                        |
| 1985 | Коста-Рика                                 | 3-е место                        |
| 1985 | Сальвадор, Гватемала                       | Не вышли из группы               |
| 1989 | Коста-Рика                                 | Победитель                       |
| 1989 | Гватемала                                  | 4-е место                        |
| 1989 | Сальвадор                                  | 5-е место в однокруговом турнире |
| 1991 | Гондурас                                   | 2-е место                        |
| 1991 | Коста-Рика                                 | 4-е место                        |
| 1991 | Гватемала                                  | Не вышла из группы               |
| 1993 | Коста-Рика                                 | 3-е место                        |
| 1993 | Гондурас, Панама                           | Не вышли из группы               |
| 1996 | Гватемала                                  | 4-е место                        |
| 1996 | Гондурас, Сальвадор                        | Не вышли из группы               |
| 1998 | Коста-Рика, Гондурас, Гватемала, Сальвадор | Не вышли из группы               |
| 2000 | Гондурас, Коста-Рика                       | Проиграли в 1/4 финала           |
| 2000 | Гватемала                                  | Не вышла из группы               |
| 2002 | Коста-Рика                                 | 2-е место                        |
| 2002 | Сальвадор                                  | Проиграл в 1/4 финала            |
| 2002 | Гватемала                                  | Не вышла из группы               |
| 2003 | Коста-Рика                                 | 4-е место                        |
| 2003 | Сальвадор                                  | Проиграл в 1/4 финала            |
| 2003 | Гондурас, Гватемала                        | Не вышли из группы               |
| 2005 | Панама                                     | 2-е место                        |
| 2005 | Гондурас                                   | 3-е место                        |
| 2005 | Коста-Рика                                 | Проиграла в 1/4 финала           |
| 2005 | Гватемала                                  | Не вышла из группы               |
| 2007 | Гватемала, Панама, Гондурас, Коста-Рика    | Проиграли в 1/4 финала           |
| 2007 | Сальвадор                                  | Не вышел из группы               |
| 2009 | Гондурас, Коста-Рика                       | 3-е место                        |
| 2009 | Панама                                     | Проиграла в 1/4 финала           |
| 2009 | Сальвадор, Никарагуа                       | Не вышли из группы               |
| 2011 | Гондурас, Панама                           | 3-е место                        |
| 2011 | Коста-Рика, Гватемала, Сальвадор           | Проиграли в 1/4 финала           |
| 2013 | Панама                                     | 2-е место                        |
| 2013 | Гондурас                                   | 3-е место                        |
| 2013 | Коста-Рика, Сальвадор                      | Проиграли в 1/4 финала           |
| 2013 | Белиз                                      | Не вышел из группы               |

### Статистика по странам
| Команда    | Всего участий | Победа               | Второе место   | Третье место                     | Четвёртое место |
| ---------- | ------------- | -------------------- | -------------- | -------------------------------- | --------------- |
| Гватемала  | 14            | 1 (1967)             | 2 (1965, 1969) | -                                | 2 (1989, 1996)  |
| Гондурас   | 12            | 1 (1981)             | 2 (1985, 1991) | 5 (1967, 2005, 2009, 2011, 2013) | 2 (1963, 1973)  |
| Коста-Рика | 10            | 3 (1963, 1969, 1989) | 1 (2002)       | 5 (1965, 1971, 1985, 1993, 2009) | 2 (1991, 2003)  |
| Сальвадор  | 9             | -                    | 2 (1963, 1981) | 1 (1977)                         | 1 (1965)        |
| Панама     | 6             | -                    | 2 (2005, 2013) | -                                | -               |
| Никарагуа  | 3             | -                    | -              | -                                | -               |
| Белиз      | 1             | -                    | -              | -                                | -               |